# All Videos Ever Made & More!
 All Videos Ever Made & More! är en DVD av den svenska popduon Roxette, släppt 19 november 2001. Den innehåller alla duons videoinspelningar åren 1987-2001.

## Låtlista

### Video
1. "Neverending Love"
2. "Soul Deep"
3. "I Call Your Name"
4. "Chances"
5. "The Look"
6. "Dressed for Success"
7. "Listen to Your Heart"
8. "Dangerous"
9. "It Must Have Been Love"
10. "Joyride"
11. "Fading Like a Flower (Every Time You Leave)"
12. "The Big L"
13. "Spending My Time"
14. "Church of Your Heart"
15. "(Do You Get) Excited?"
16. "How Do You Do!"
17. "Queen of Rain"
18. "Fingertips '93"
19. "Almost Unreal"
20. "Sleeping in My Car"
21. "Crash! Boom! Bang!"
22. "Fireworks"
23. "Run to You"
24. "Vulnerable"
25. "You Don't Understand Me"
26. "June Afternoon"
27. "She Doesn't Live Here Anymore"
28. "Un Día Sin Ti"
29. "Wish I Could Fly"
30. "Anyone"
31. "Stars"
32. "Salvation"
33. "The Centre of the Heart (Is a Suburb to the Brain)"
34. "Real Sugar"
35. "Milk and Toast and Honey"

### Ovanligheter
1. "Neverending Love" (Första videoklippet någonsin)
2. "It Must Have Been Love (Christmas for the Brokenhearted)" (Tidigt TV-framträdande i svenskt listprogram)
3. "I Call Your Name" (Annat tidigt TV-framträdande i svenskt listprogram)
4. "The Look" (Tiidigt videoklipp - gjort i Sverige 1988)
5. "Silver Blue" (Ovanligt videoklipp gjort under turné 1989)

### Dokumentärer
1. The Making of Joyride (50 minuter bakom scenen)
2. Really Roxette (1 timmas vägfilm från 1995)